# Losange (musicien)
Pour les articles homonymes, voir Losange (homonymie).
 (mai 2018).
Losange, de son nom civil Benoit Baudrin, est un artiste de musique électronique français. 
Sa musique mêle des sonorités synthétiques avec une approche classique et mélodique de la composition.

## Discographie

### Albums
- EP, Johnkôôl Records, 2016[3],[4]
- Saison, auto-produit, 2016
- Quartz, Johnkôôl Records, 2017[1],[5]
- Quartz (Remixes), Johnkôôl Records, 2018
- Soul Chopper, Johnkôôl Records, 2019[6]
- Agate, auto-produit, 2020

### Remixes
- Placerisation (James Darles), 2017
- Pacific (Billy Bahama), 2020